# Všežravec

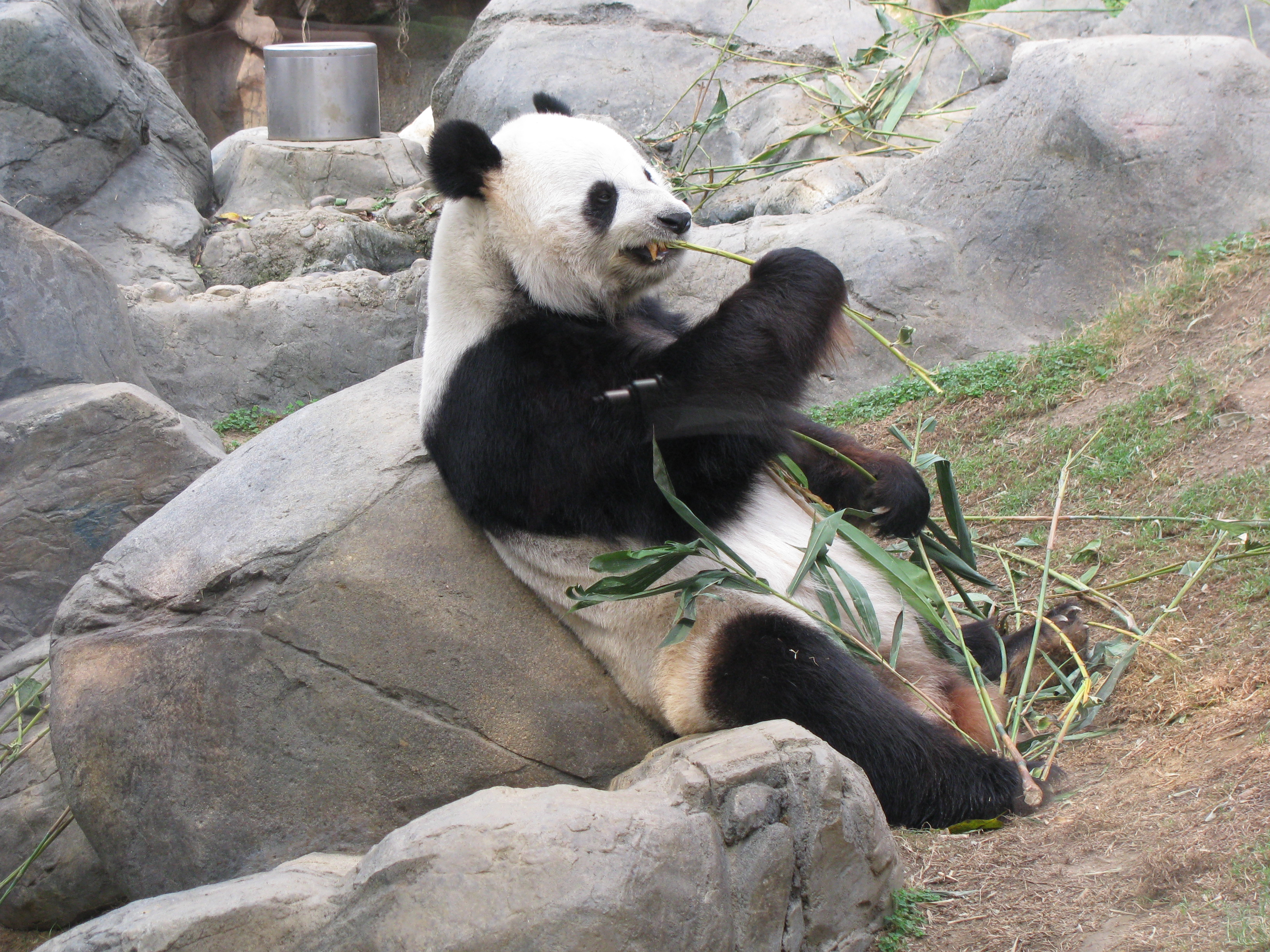
Panda velká – zástupce potravních specialistů a býložravců

Všežravec, také omnivor (z lat.) nebo pantofág (z řeč.) je organismus, zpravidla živočich bez specializace na výhradní příjem masité nebo výhradní příjem rostlinné potravy. Trávicí soustava omnivorů je schopna strávit potravu živočišného i rostlinného původu. Na poměru množství jednoho druhu potravy oproti druhému nezáleží. Mezi všežravce patří např. slepice, krůta, prase, švábi, škvoři, někteří hlodavci (např. potkan), medvědi a také šimpanz. Člověk se vyvinul jako masožravec, ale stal se z něj všežravec.
Všežravost se u některých organizmů pravděpodobně vyvinula v dobách, kdy byla nouze o potravu, k jejímuž získávání byl daný organismus primárně biologicky vybaven. Například medvědi jsou stavbou těla předurčeni k lovu a konzumaci masa (ať už rybího, či savčího). Medvědi proto přecházejí k všežravosti v období nouze o živočišnou stravu, kdy přežívají hlavně z tukových zásob, a na přilepšenou občas požírají různé druhy bobulí, popř. bylin.[zdroj?]